# 광주경신여자고등학교
광주경신여자고등학교(光州景信女子高等學校)는 대한민국 광주광역시 북구 용봉동에 위치한 사립 고등학교이다.

## 학교 연혁
- 1972년 4월 7일 : 학교법인 숭일학원 이사회에서 본교 설립을 결의
- 1972년 12월 26일 : 광주숭일여자종합고등학교 설립 인가
- 1973년 2월 16일 : 제1대 강명수 교장 취임
- 1973년 3월 6일 : 개교식 및 제1기 신입생 입학식
- 1975년 6월 28일 : 학교법인 춘광학원 설립 인가, 제1대 이사장 이형영 박사 취임
- 1975년 12월 23일 : 광주경신여자고등학교로 교명 변경 승인
- 1976년 1월 8일 : 제1회 졸업식 (5학급 총 274명)
- 1982년 12월 7일 : 강당 겸 체육관 준공식, 총 건평 371.2평
- 2001년 2월 5일 : 제3대 이사장 이형영 박사 취임
- 2025년 1월 15일 : 제51회 졸업식 212명(총 24,355명)
- 2025년 3월 4일 : 제11대 조삼덕 교장 취임
- 2025년 3월 4일 : 신입생 입학식(9학급 219명)

## 참고 자료
- 광주경신여자고등학교 - 한국교육학술정보원 학교알리미